# Kouvola
Kouvola es una ciudad de Finlandia situada a 134 km al nordeste de Helsinki, esta es la capital de la región de Kymenlaakso. La localización central de Kouvola se encuentra dentro de las fronteras que Finlandia comparte con la Unión Europea y Rusia. A partir de 2009 los seis municipios de Kouvola son: Kouvola, Kuusankoski, Elimäki, Anjalankoski, Valkeala y Jaala - se unieron y así la ponen en décimo lugar de las ciudades más grandes de Finlandia.